# ワイマラナー
ワイマラナー（独: Weimaraner）は、ドイツ原産の大型の狩猟犬の犬種である。ヴァイマル地方で19世紀初めに作出され、シルバー・グレーの被毛を特徴とする。ポインターに分類されることもあるが、狩猟能力の高い、あらゆる用途に適した狩猟犬とされる。

## 歴史
ワイマラナーは19世紀初頭に、狩猟を好んだザクセン＝ヴァイマル＝アイゼナハ大公カール・アウグストの宮廷で作出された。最初の記録は1810年に残されている。完璧な猟犬を求め、特に外見上の高貴さと信頼が置ける狩猟犬であることを目的に改良を重ねられた。フランス原産の猟犬やブラッドハウンド、ジャーマン・ポインターなどが掛け合わされたと推測されているが、門外不出の犬種として秘密裏に交配が行われたため、詳細ははっきりしない。よく似た特徴を持つ犬は1200年代のフランス王ルイ9世の頃から存在したことが確実視されている。また、グレーの犬は狩猟犬として能力が高いため、灰色の被毛を持つ犬を選択的に交配したとも言われる。
初期のワイマラナーは、イノシシ、クマ、シカといった大型獣の狩猟犬として王族によって使役されたが、こういった大型獣の狩猟の人気が落ちると、鳥、ウサギ、キツネといった小型鳥獣の狩猟犬として使役されることになった。ポインティング（獲物の指し示し）や、フラッシング（追い出し、飛び立たせ）、リトリービング（回収）等の能力に特化した犬種とは異なり、何でもこなせる万能な狩猟犬として重宝された。また、ヴァイマルの貴族に秘蔵され、外にでることはなかった。
1897年、エアフルトで会合が開かれ、ドイツ・ワイマラナー・クラブ（Weimaraner Klub）が結成されると、ワイマラナーの所有はクラブに認められた会員のみに限定されることとなった。交配もすべてクラブが管理し、犬種標準にあわない子犬は処分され、クラブ外に犬を譲渡する際には避妊処理がなされた。また、ワイマラナーからは長毛の個体（ロングヘアード・ワイマラナー）も稀に生まれるが、この当時、長毛は劣性遺伝であるとして排除されていた。1935年になって、ドイツのケネルクラブでは、長毛のワイマラナーを認めることとなった。
ドイツはこの犬種を自国で独占していたが、19世紀半ばにはアメリカ合衆国やイギリスにも渡り、万能な狩猟犬として、またショードッグとして高い人気を得た。アメリカ人のブリーダー、ハワード・ナイトは、1920年代にドイツ・ワイマラナー・クラブのメンバーと懇意となり、1929年に去勢されたペアをアメリカ合衆国に輸入した。更にそれから約10年を経て、ナイトは生殖能力のある2頭のメス犬と1頭のオス犬を入手し、これらがアメリカのワイマラナーの血統の基礎となった。1941年に、アメリカン・ワイマラナー・クラブが結成され、2年後にはアメリカン・ケネルクラブの公認犬種となった。アメリカン・ワイマラナー・クラブも、ドイツ・ワイマラナー・クラブと同様の厳しい犬種管理で知られた。イギリスには1950年代に輸入され、やはり人気となった。1954年には国際畜犬連盟（FCI）に登録された。
2015年現在、ワイマラナーはドイツにおいて狩猟犬として活躍し、数千頭の登録がある。ブリーディングや新しい犬の登録は厳格に管理され、外見と狩猟能力の維持が図られている。一方、アメリカおよびイギリスでは家庭犬およびショードッグとして高い人気があり、数万頭の登録がある。美しく、能力が高く、高価な犬として、著名人の所有となることもしばしばあり、早くはトルコ共和国初代大統領ムスタファ・ケマル・アタテュルクがフォックス（Fox）というワイマラナーを飼っていたという。また、アメリカ合衆国大統領ドワイト・D・アイゼンハワーやフランス共和国大統領ヴァレリー・ジスカール・デスタンもワイマラナーを所有し、特に後者の飼うジュギュルタ（Jugurtha・ユグルタ）は、人間のように笑ったり、紅茶を飲む習慣があると言われた。アメリカの写真家ウィリアム・ウェグマンにはワイマラナーをモデルとした写真が多く、人間の服を着せられて撮られた写真は、コンテンポラリー・アートやポップカルチャーのアイコンとして有名となり、『セサミ・ストリート』や『サタデー・ナイト・ライブ』にも登場した。

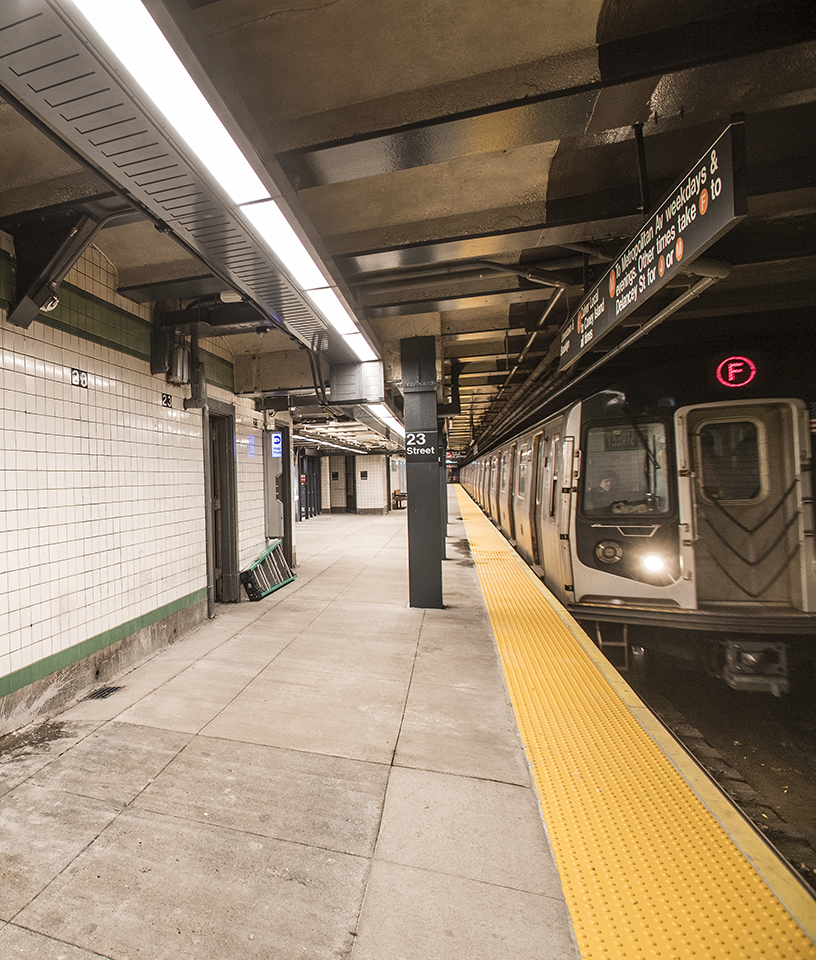
23丁目駅 (IND6番街線)ウィリアム・ウェグマンのワイマラナーの11枚のガラスタイルモザイク壁画「ステーショナリー・フィギュア」の一枚(2018年)

## 特徴

### 外見

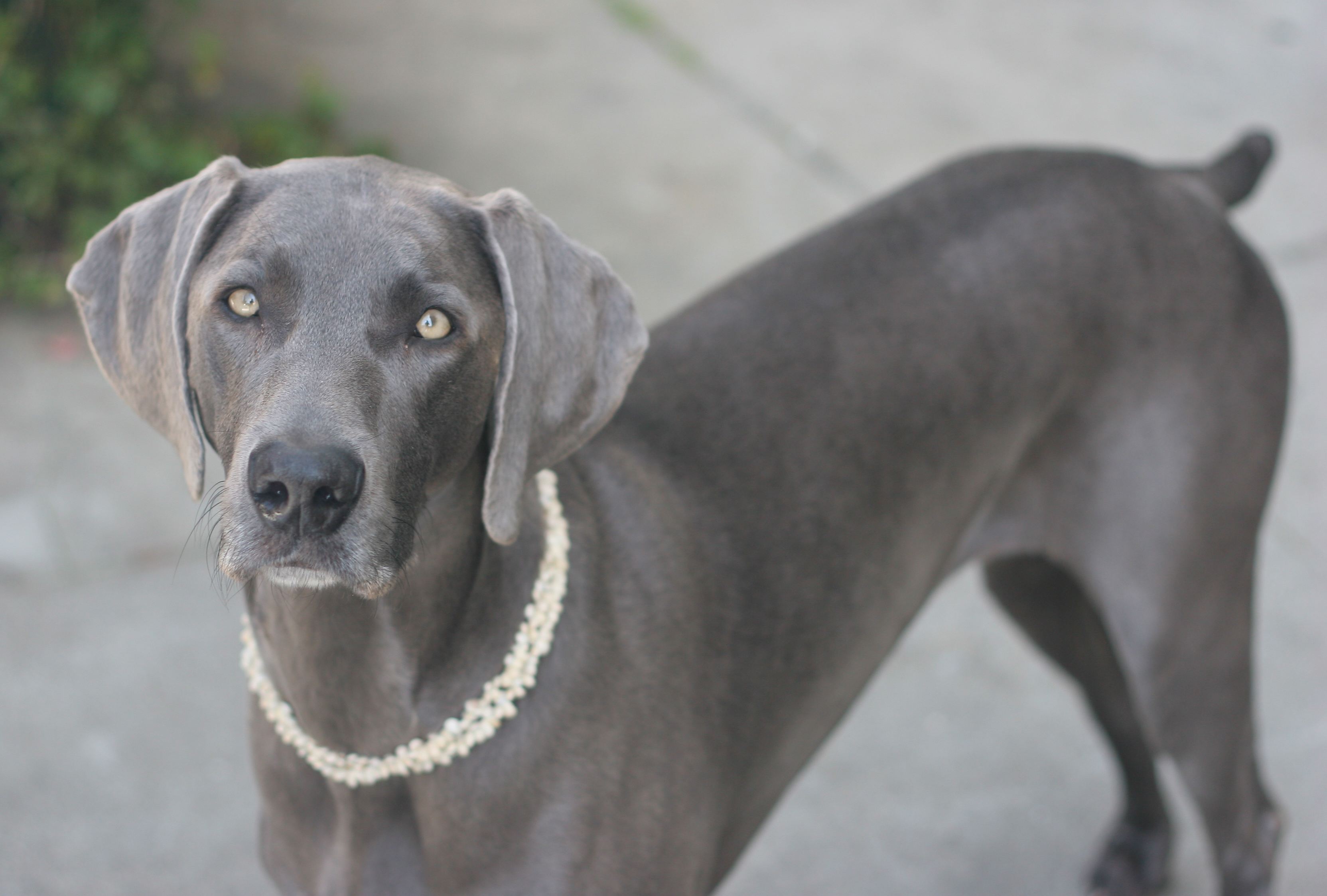
「シルバー・ゴースト」

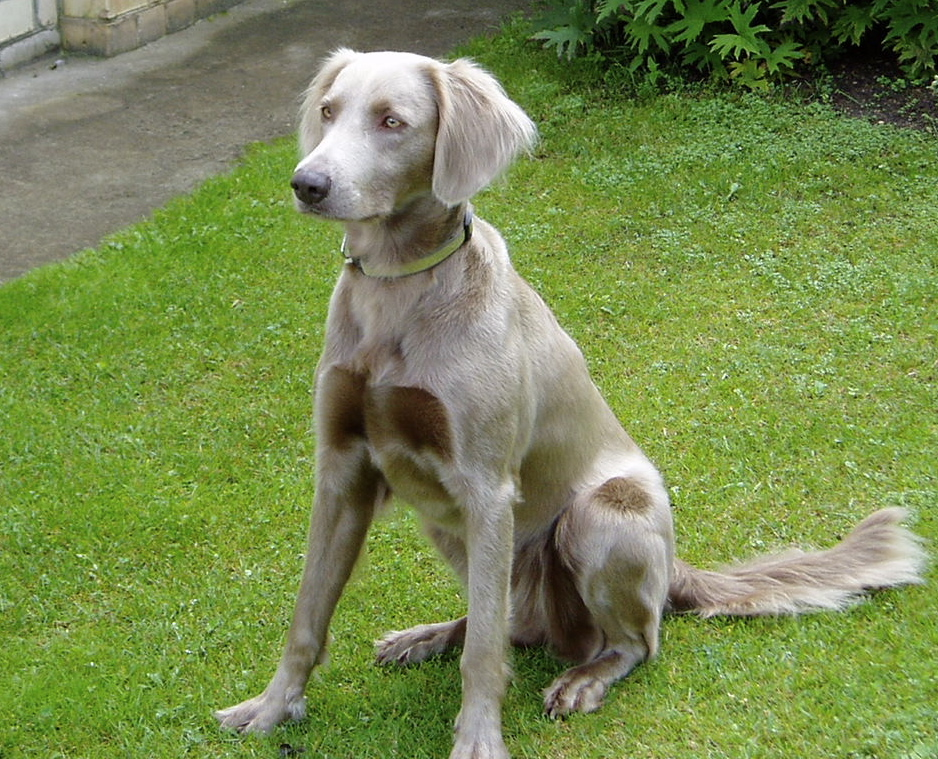
ロングヘアー種

ワイマラナーは、体高がオス59-70cm（理想は62〜67）、メス57-65cm（理想は59〜63）、体重がオス30〜40kg、メス25〜35kgの大型犬である。上品で優美かつ強健な体格が求められる。また、光り輝くシルバー・グレーの単色の毛色を特色とし、グレー・ゴースト（灰色の影）やシルバー・ゴーストとも呼ばれる。また琥珀色か青みのある灰色の眼の色も独特である。
ワイマラナーのボディは筋肉質で引き締まっており、脚が長い。
被毛は短毛と長毛がある。短毛種の被毛は、非常に短く、滑らかで手触りがよく、手入れに苦労がない。ロングヘアー種は絹のような被毛を持ち、耳や尾に飾り毛がある。ロングヘアは遺伝的には劣性であるため、両親ともにロングヘアの遺伝子を持つ場合にのみ、ロングヘアの仔犬が生まれる可能性がある。2015年現在、FCIを含むほとんどのケネルクラブで、ロングヘアーの個体が認められているが、アメリカン・ケネルクラブでは失格とされている。アメリカのユナイテッド・ケネルクラブでは2010年以降、ロングヘアーも認められている。
短毛種も長毛種も、毛色はマウスグレイからシルバーグレイの単色である。アメリカンケネルクラブのスタンダードでは、胸部の微少なホワイトのマーキングは許容されるが、ブルー、ブラックの被毛は許容されない。夏期には日焼けにより茶色くなりやすいが、冬期になると再び銀色の輝きを取り戻す。この毛色は劣性遺伝子の影響による。
頭部は強固だが先細りで長く、高貴な印象を与える。耳は適度な長さの垂れ耳で、ロングヘアー種は耳が長い毛に覆われている。目は小さく、瞳の色は明るいアンバー、ブルー・グレイ、グレイのいずれかである。この眼の色からは、ハンガリー原産のビズラと非常に近い犬種ではないかと考えられている。歯はシザーズ・バイト（鋏状咬合）。ただし0.15cm(1/16")以上の不整合は不可である。耳の内側、口唇部分は繊毛あるいは無毛で、その皮膚の色も鮮やかなピンクであることが望ましい。
尾は本来は長いが、短毛種は1/3程度（生後2日目に4cm、成犬時に15cm）に断尾される。ロングヘアー種は、優美な飾り毛が好まれるため、断尾しない。ただし、現代では動物愛護の観点から、またヨーロッパでは断尾を違法とする国もあるため、誕生後も断尾しない場合も多い。アメリカンケネルクラブのスタンダードでは断尾していないものはペナルティの対象とされるが、ザ・ケネルクラブ（英）やジャパンケネルクラブなどのスタンダードでは断尾していないものも認められる。
脚には水かきがあり、場合によっては生後に狼爪（足の親指）が除去される。

### 性質

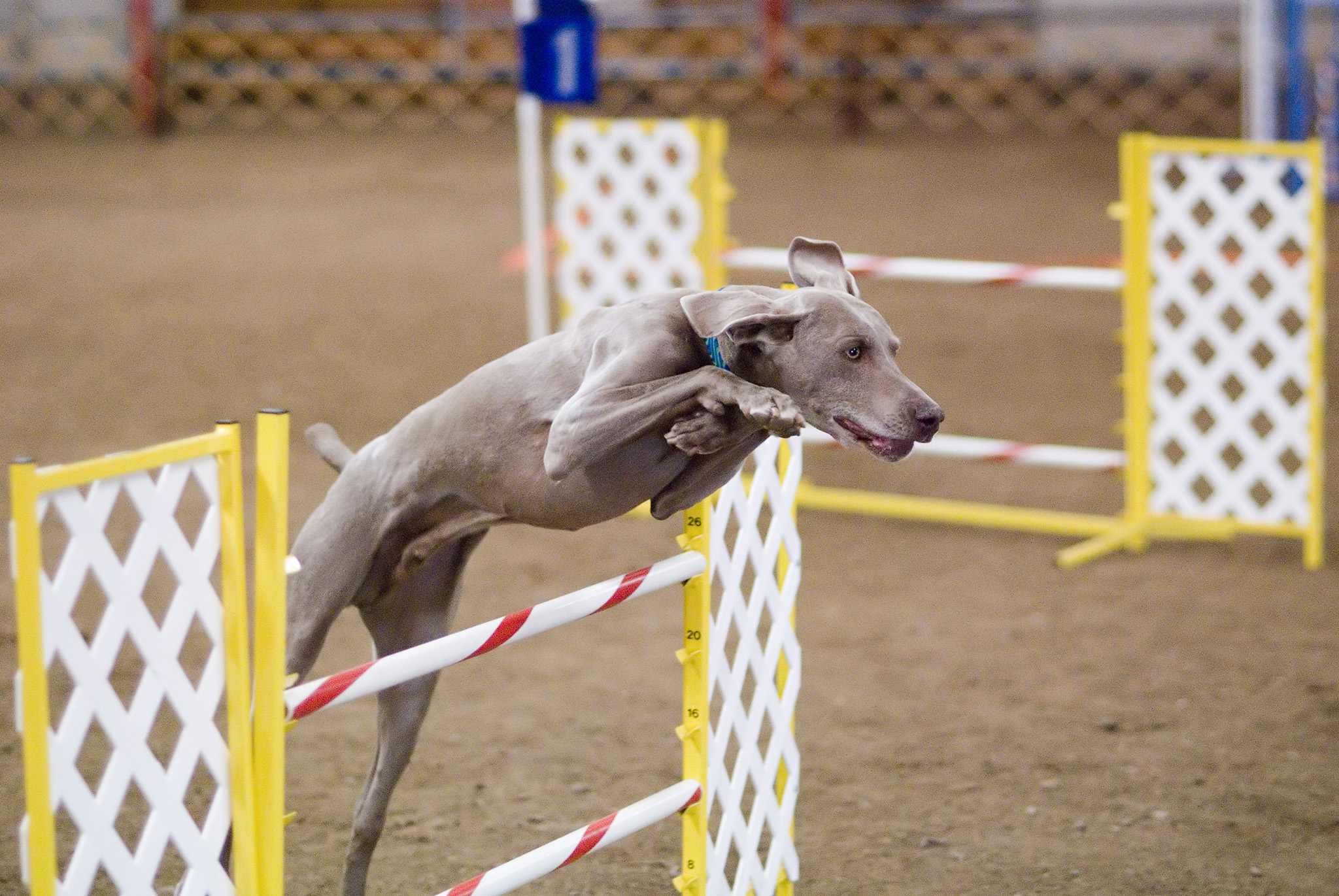
アジリティ・トライアル中のワイマラナー

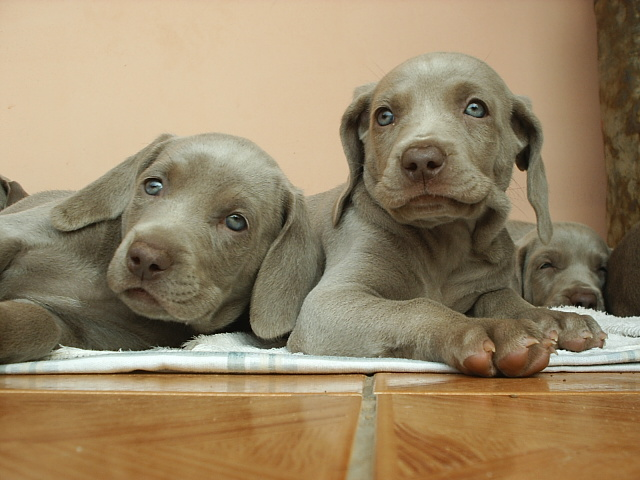
ワイマラナーの仔犬

ワイマラナーは機敏で非常に活発な犬種である。知的で、訓練しやすく状況判断力にも富む。飼い主には忠実、従順であり、通常は穏やかだが、必要のある時には勇敢である。このような性質を持つワイマラナーは、素晴らしい狩猟犬であり、飼い主の家族を守るためには恐れを知らない番犬となる。その半面、運動量は多く、その作業意欲を発揮させてやらないと問題犬にもなりうる。
ワイマラナーは本来狩猟犬であり、強い狩猟本能を持っている。野外の作業に適しており、天候にかかわらず家畜の見張り、番をこなす。また、非常に知的かつ繊細、自己解決能力に優れている。忠実、遊び好き、愛情豊かであり、適切にトレーニングを行い、十分な運動をさせてやれるのであれば家庭犬としても適している。
ただし、ラブラドール・レトリバーやゴールデン・レトリバーといった犬種に比べると見知らぬ他人に対して社交的ではない。
ワイマラナーを飼育したいと考えている人は、この犬種が騒々しく、はしゃぎすぎることがあり、幼児がいる家庭には推奨されていないということに留意する必要がある。狩猟犬としての活動性、忍耐力、持久力を維持し、その能力を正しく評価するためにも、若年期から十分な運動をさせる必要がある。長時間の散歩だけではなく、頭を使うゲームや一緒に遊んだりすることを好む。活動的な飼育者の方が本犬種に必要不可欠な、体力を消費する運動、ゲーム、ランニングをより多くさせてやることができるだろう。また、かなり神経質でもあるため、飼育者にはうまく犬をなだめ、行動をコントロールできる能力が要求される。
ワイマラナーには特に2つの問題とされる行動がよく見られることが知られている。問題行動の1つは激しい分離不安である。もともと群れで飼育され、狩猟に使われてきたため、周囲に仲間や飼育者がいることが当然であった結果、一頭で犬小屋に閉じこめられたりすると落ち着きを無くす。犬によっては、しばらく離れていた飼育者と再会した際の過剰なよだれ、歯を折ったり唇を切ったりするほどの破壊行動となって現れる場合もある。しつけられていない未熟な若犬が一頭で放っておかれると、自らの欲求のままに家や家具をぼろぼろにしてしまうかもしれない。分離不安は加齢とともに落ち着くとはいえ、完全に無くなることはない。しかし飼育者の言葉を理解できる賢さがあるので、説明によって落ち着いて人間を待つこともできる。適切に訓練されたワイマラナーは、飼育者の傍らを片時も離れない、仲間ともいえる素晴らしい関係を築くことができる。
もう1つは攻撃性である。ワイマラナーは強い狩猟本能を持っているため、ある程度の攻撃性は先天性のものである。仔犬の頃から慣れているのであればネコとも仲良くするかも知れないが、多くの場合、庭に迷い込んだりした小動物を追いかけ、殺してしまう。農村地帯で飼育されているワイマラナーは、シカやヒツジを追いまわすかもしれない。また、家族とテリトリーに対する守護意識が非常に強く、そのため排他的になりがちである。攻撃的になるのを防ぐために幼犬の頃から十分に社会性を身につけさせなければならない。
しかし、こういった本能的な行動は的確なトレーニングである程度抑制することが出来る。特に騒々しく聞き分けのない生後数年の間、飼育者には一貫性のある厳然とした、ただし優しく丁寧なトレーニングを心がける忍耐力が必要である。飼育経験の少ない飼育者にとっては、専門家によるトレーニングが有益である。

## 健康

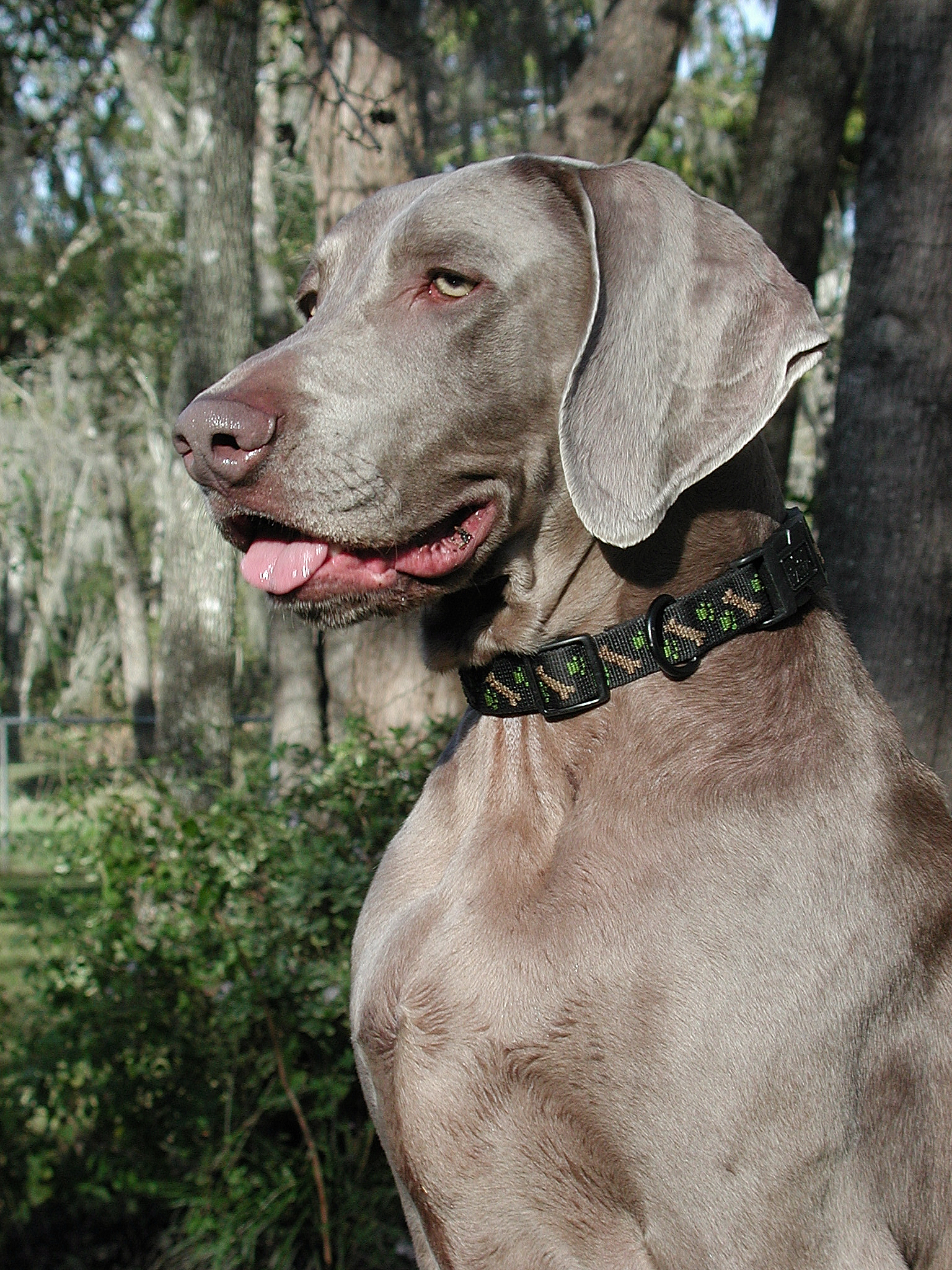
ワイマラナー

ワイマラナーは深い胸部（deep-chested）をしており、他の犬種に比べて胃捻転になりやすく、適切な処置をされないと死に直結するような重篤状態に陥る。胃捻転は胃が捻れることにより食物の流れが妨げられて滞留し、ガスで胃が拡張して周辺の臓器を圧迫、全身の血流を止めてしまう疾病である。兆候は苦痛、不快、胃の膨張で、即座の治療が必要であり外科手術がほぼ唯一の治療法である。予防法としては、食餌を1日2回以上に分けて与え、食餌直後の激しい運動を避けること。ワイマラナーの飼育者はこの疾病を無視することなく身近な問題であることを理解し、非常時に備えていつでも獣医師に連絡できるようにしなければならない。
大型犬種に共通な股関節形成不全も重要な問題である。成犬時に股関節形成不全になるかどうかを幼犬の段階で判断できるレントゲン検査法であるOFA(en:OFA)、PennHIP(en:PennHIP)を用いて検査しているブリーダーからワイマラナーを入手することが望ましい。
その他の健康上留意すべき点として、関節の異常や眼疾患（眼瞼内反症、睫毛重生）、血友病などがある。